# Couronne de l'Altaï
La Couronne de l'Altaï (Корона Алтая) est un sommet montagneux des monts Katoun dans le centre de l'Altaï, au sud-ouest de la Sibérie. Elle appartient au territoire administratif du raïon d'Oust-Koksa en république de l'Altaï (Russie). Elle culmine à 4 172 mètres d'altitude. Elle fait partie du parc naturel de Béloukha.

## Géographie
La Couronne de l'Altaï se trouve en face du plateau occidental de Firnovoïe qui la sépare du mont Béloukha. Il est facile de l'atteindre par le plateau occidental de Firnovoïe en un jour  par le glacier d'Akkem (ou « Rodzevitch »), découvert en 1897 par Vassili Sapojnikov, ou bien par le sud-ouest par le glacier de Léonide.